# 杨香

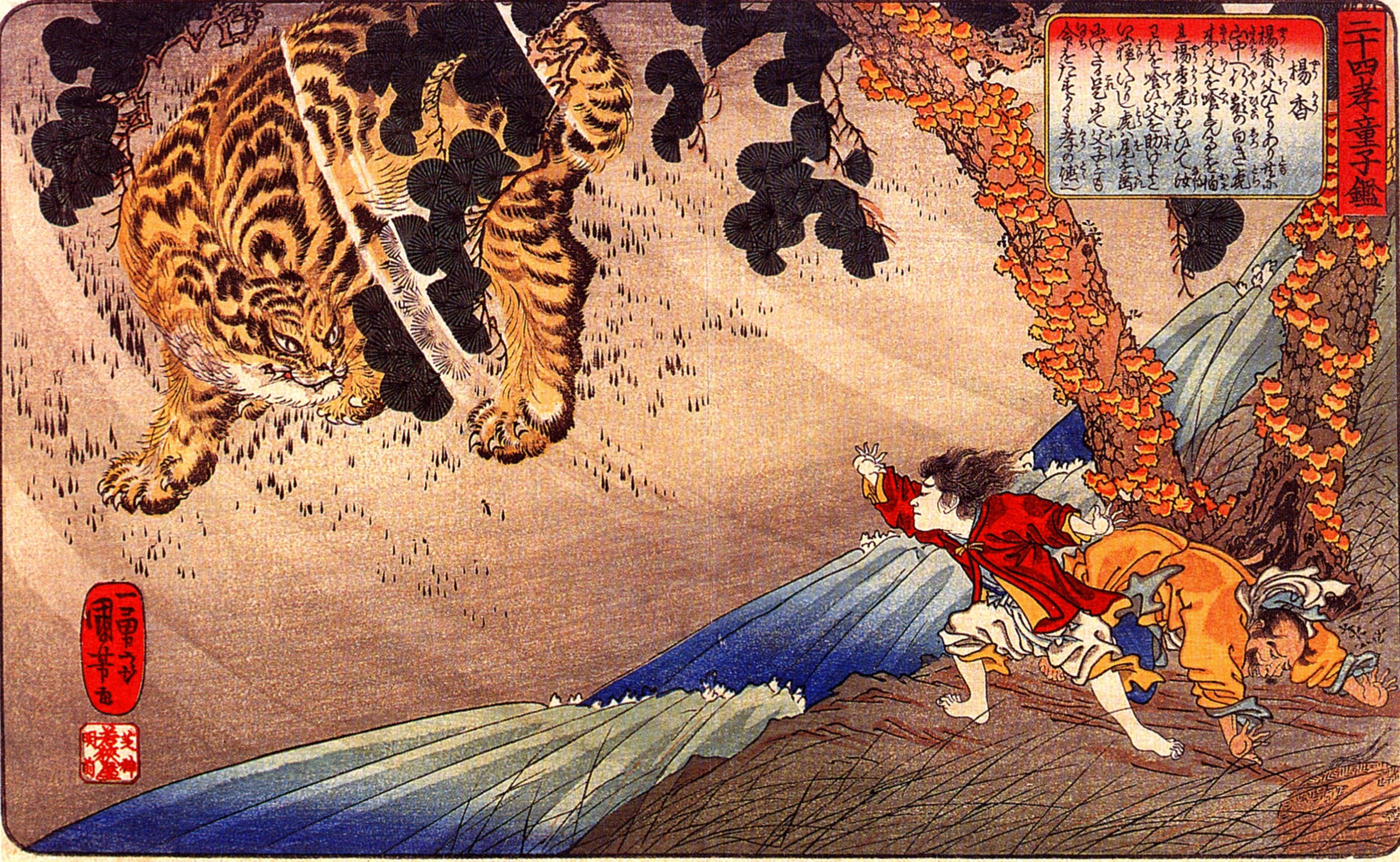
楊香与虎（选自歌川国芳《二十四孝童子鑑》）

杨香，晋朝人，据古书记载，杨香還是十四岁少女时，与其父杨丰一起去田间劳作，杨香父受老虎袭击，杨香在手无寸铁的情况下抓著老虎的脖子不放，老虎终于松口而去，其父得救。郭居敬将其列为二十四孝之一。河南省沁阳市崇义镇杨香村有杨香墓。

## 引文
1. ↑  《孝子传》：杨香，其父为虎噬，忿愤搏之，父免害。
2. ↑  《异苑》：“顺阳南乡县杨丰与息女香于田获粟，父为虎噬，香年甫十四，手无寸刀，乃搤虎领，丰因获免。香以诚孝致感，猛兽为之逡巡。太守平昌盂肇之赐资谷，旌其门闾焉。”